# Der Hund von Florenz

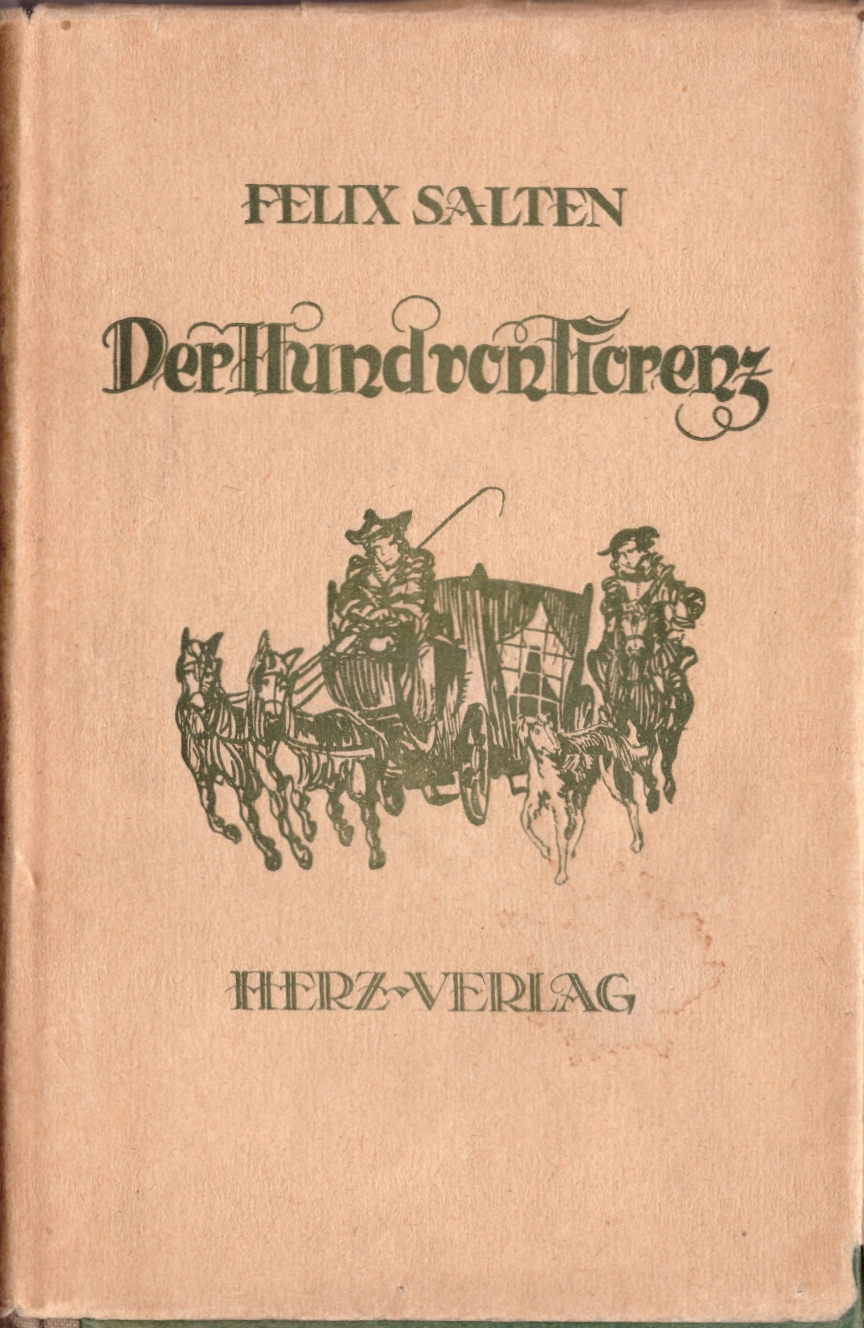
Erste Ausgabe von Der Hund von Florenz aus dem Jahr 1923.

Der Hund von Florenz ist ein Roman von Felix Salten aus dem Jahr 1923.

## Inhalt

### Handlung
Der Roman setzt im Wien des achtzehnten Jahrhunderts ein. Nach dem Tod seines Vaters, eines italienischen Bildhauers, steht der junge Lukas Grassi ohne finanzielle Mittel da und erhält von einer freundlichen Dame eine Dachstube am Kärntnertor vorerst kostenlos vermietet. Vom Fenster dieser Stube aus beobachtet er eine Kolonne von Kutschen, die Wien auf dem Weg nach Florenz verlassen. Deprimiert stellt er fest, dass er sich als Diener oder Pferdejunge angeboten hätte, wenn er gewusst hätte, dass der Erzherzog Ludwig nach Italien reist. Als er den Hund des Erzherzogs, Kambyses, sieht, ruft Lukas aus: „Oh Gott, selbst diesen Hund beneide ich! Ja, wenn ich nur jeden zweiten Tag ich selber sein dürfte, (...) dann wär' ich schon zufrieden… (...) dann möchte ich dieser Hund sein und mit auf die Reise gehen.“
Beim Aussprechen dieses Wunsches berührt Lukas einen goldenen Ring, der im Fensterbrett eingelassen ist und ihm seinen Wunsch prompt erfüllt. So kann er an der Seite der Truppen des Erzherzogs nach Florenz reisen, immer abwechselnd einen Tag in Menschen- und Hundegestalt. Dies erfordert ein wahnwitziges Doppelleben des jungen Burschen – so wartet er etwa eines Abends vor dem Gemach der von ihm angebetete Kurtisane Claudia, als er sich wieder in einen Hund verwandelt.
Das Ende des Buches weicht in der englischen Übersetzung stark vom Original ab: In Saltens Fassung ersticht der Erzherzog den Hund und tötet dabei Lukas. Die englische Übersetzung von Huntley Paterson enthält sechs weitere Seiten: Lukas überlebt, erhält Medikamente und ist mit Claudia vereint. Ob diese zusätzlichen Seiten autorisiert sind, ist unklar. Während englische Ausgaben bis heute mit dem veränderten Ende erscheinen, enthält die finnische Edition von 2016 beide Enden.

### Form
Der Hund von Florenz ist in einem Stück geschrieben, es gibt keine Unterteilung in Kapitel, die im Inhaltsverzeichnis sichtbar wäre. Die Originalausgabe verwendet jedoch einen verzierten Querstrich, um den Text in größere Abschnitte zu teilen, eine Ausgabe aus dem Jahr 1985 nutzt hierfür Sterne.

## Stellung in der Literaturgeschichte

### Einordnung in das Werk des Autors
Dies ist das einzige Buch Saltens, in dem übernatürliche Elemente vorkommen, was auf einen Einfluss durch E. T. A. Hoffmann hinweisen könnte.:221
Einige wiederkehrende Motive aus Saltens œuvre sind auch in diesem Buch zu finden: Die tiefe Kluft zwischen Reich und Arm, und die Kritik am Adel. Mit der Figur der Kurtisane Claudia greift Salten ein Frauenbild auf, das bereits in Olga Frohgemuth (1910) zum Tragen kam. Wie diese nutzt auch Claudia skrupellos die Männer aus, sie besitzt die für Saltens Erzählungen typische, alles überstrahlende Schönheit.:219
Der Roman hat einen unverhohlen autobiografischen Hintergrund. In den 1890ern war der Journalist Salten ein Freund und Vertrauter des österreichischen Erzherzogs Leopold Ferdinand geworden. Seine Erfahrungen mit dem Erzherzog und dessen Brüdern verwendet Salten in der Geschichte. Er trug das Material fünfundzwanzig Jahre mit sich, bevor er sich traute, den Roman zu schreiben. 1907 erzählte er Arthur Schnitzler, dass er mit dem Manuskript beinahe fertig war. Schlussendlich sollte es jedoch bis zum Ende der Habsburgermonarchie dauern, bis es 1921 vollendet wurde.:33, 87–89, 131, 195–196, 204–205

### Rezeption
Saltens Biograf Beverley Driver Eddy urteilt, die Stärke von Der Hund von Florenz läge in der Darstellung des Hundes Kambyses – eine "brilliante Beschreibung des Charakters eines Hundes.":195 Salten selbst war ein Hundefreund und besaß die meiste Zeit seines Lebens Hunde.:33

## Textausgaben
- Felix Salten: Der Hund von Florenz. Herz-Verlag, Wien 1923, DNB 577393995.
- Felix Salten: The Hound of Florence: A Novel. Simon and Schuster, New York 1930, OCLC 741939977 (Illustriert von Kurt Wiese. Übersetzt von Huntley Paterson).
- Felix Salten: The Hound of Florence. Aladdin, New York 2014, ISBN 978-1-4424-8749-9 (Illustriert von Richard Cowdrey. Übersetzt von Huntley Paterson).
- Felix Salten: Le chien de Florence. Éditions de la Paix, Bruxelles 1952 (Traduit de l’allemand par Maurice Muller-Straus).
- Felix Salten: Koiramme Firenzessä: Kertomus. Books on Demand GmbH, Helsinki 2016, ISBN 978-952-286-532-8 (Ins Finnische übersetzt von Markus Lång).

## Adaptionen
Nachdem Felix Salten 1937 erfolgreich die amerikanischen Filmrechte für Bambi. Eine Lebensgeschichte aus dem Walde zur Walt Disney Company bugsiert hatte (zuvor hatte er sie für 1.000 $ an Sidney Franklin verkauft, konnte diesen aber zur Weitergabe überreden), verkaufte er die Rechte weiterer Bücher an Disney: Der Hund von Florenz, Die Jugend des Eichhörnchens Perri, Renni der Retter und Freunde aus aller Welt. Während letztere beiden Bücher nie filmisch verwertet wurden, adaptierte die Disney Company den Hund von Florenz in ein modernes Setting. 1959 erschien der Kinofilm Der unheimliche Zotti.
Während der Disney-Film und sein Remake von 1994 (Bundles – Ein Hund zum Verlieben) die prägnantesten Elemente (Jugendlicher verwandelt sich durch magischen Ring in einen Hund) beibehalten, geht die Fassung von 2006 (Shaggy Dog – Hör mal, wer da bellt) auch davon ab und enthält praktisch keine Gemeinsamkeit mit dem Roman.